# أندريه ديكسون
أندريه ديكسون (بالإنجليزية: Andre Dixon)‏ هو لاعب كرة قدم أمريكية أمريكي، ولد في 6 فبراير 1988 في نيو برونزويك في الولايات المتحدة.